# CIGGI
Szabó Donát Erik, művésznevén CIGGI (régebben: Tőtöttcigi) (Orosháza, 1999. augusztus 3. –) magyar DJ.
A magyar trashkultúra egyik befutottja, aki többmilliós nézettséget ért el trash-mixekkel a YouTube-on.
Az első hivatalos fellépésére a 2017 East Fest-en került sor, ahova a közönségszavazás által került be mint feltörekvő lemezlovas.
Eddig Magyarországon kívül Szerbiában, Romániában és Szlovákiában is fellépett már.
2019. július 3-án a marosvásárhelyi VIBE Fesztiválra is kijutott.[forrás?]
2020 márciusában megváltoztatta a nevét Tőtöttcigiről CIGGI-re, mert az eléggé kirívó neve miatt számos fesztiválra, és klubba nem tudott bekerülni, és  elveszítette a közösségi oldalait, a 2019 nyarán történő tiltási hullámban.

## Jelölések
- 2018-ban jelölték a Ballentine's Music Awards "Év feltörekvő DJ-je" díjra.[2]